# Kostel svatého Cyrila a Metoděje (Rybníky)
Kostel Narození Panny Marie je filiální kostel v římskokatolické farnosti Vémyslice, nachází se na západním okraji obce Rybníky. Byl vystaven v novogotickém slohu.

## Historie
Kostel svatého Cyrila a Metoděje byl postaven v roce 1877, jeho stavba začala 16. dubna tohoto roku a dokončena byla již v červenci téhož roku a 25. července byl kostel vysvěcen. Plány kostela připravil stavitel Reischl z Moravského Krumlova. Celkové náklady na stavbu kostela dosáhly 9734 zlatých. Do kostela později byly přemístěny zvony z původního kostela, který stával na místě kaple svaté Markéty.